# Liste des musées du Hertfordshire
Cette liste des musées du Hertfordshire, Angleterre contient des musées qui sont définis dans ce contexte comme des institutions (y compris des organismes sans but lucratif, des entités gouvernementales et des entreprises privées) qui recueillent et soignent des objets d'intérêt culturel, artistique, scientifique ou historique. leurs collections ou expositions connexes disponibles pour la consultation publique. Sont également inclus les galeries d'art à but non lucratif et les galeries d'art universitaires. Les musées virtuels ne sont pas inclus.

## Musées
| Nom                                       | Image | Ville/City             | Type                     | Résume |
| ----------------------------------------- | ----- | ---------------------- | ------------------------ | --- |
| 1940s Experience                          |       | Bushey                 | Living                   | website, Vie et conséquences locales de la Seconde Guerre mondiale, Histoire de la RAF; Centre des Enfants du Lincolnsfields            |
| Art and Design Gallery                    |       | Hatfield               | Art                      | website, Aile de l' université du Hertfordshire                                                                                         |
| Hatfield Palace                           |       | Hatfield               | Maison Musée             | Résidence royale des Tudor, ses parcs et ses jardins                                                                                    |
| Ashwell Village Museum                    |       | Ashwell                | Local                    | Histoire locale |
| Le Musée de Baldock                       |       | Baldock                | Local                    | Histoire locale |
| British Schools Museum                    |       | Hitchin                | Éducation                | Musée des Écoles et de l’Éducation en Angleterre de 1810 jusqu'à 1969, La vie et Mœurs de l’Époque Victorienne                          |
| Bushey Museum                             |       | Bushey                 | Multiple                 | Histoire, Culture et Art locaux |
| Cromer Windmill                           |       | Cromer                 | Moulin                   | |
| Dacorum Heritage Trust Ltd                |       | Dacorum                | Local                    | information, Musée de l'Histoire locale situé dans une boutique à Berkhamsted, ouvert sur rendez-vous                                   |
| Datchworth Museum                         |       | Datchworth             | Local                    | information, Musée d'Histoire locale, situé dans l'ancien atelier boutique du forgeron                                                  |
| de Havilland Aircraft Museum              |       | London Colney          | Aviation                 | Musée des avions Mosquito, Avions militaires De Havilland restaurés                                                                     |
| Elstree and Boreham Wood Museum           |       | Borehamwood            | Local                    | website, forgeron |
| Frogmore Paper Mill                       |       | Hemel Hempstead        | Industrie                | Centre industriel construit aux alentours d'une ancienne usine de pâte à papier                                                         |
| Gorham House                              |       | St Albans              | Maison historique        | Demeure palladienne (Renaissance) et ruines d'anciennes maisons                                                                         |
| International Garden Cities Exhibition    |       | Letchworth Garden City | Histoire                 | Histoire du Mouvement de la ville des Jardins et l'Héritage de la ville et son influence sur le reste du monde                          |
| Hatfield House                            |       | Hatfield               | Maison historique, Musée | Château d'Architecture jacobéenne du XVIIe, abritant un musée historique, avec parcs et jardins                                         |
| Henry Moore Perry Green                   |       | Much Hadham            | Art                      | Domaine avec ses sculptures de Henry Moore et ses studios                                                                               |
| Hertford Museum                           |       | Hertford               | Local                    | Histoire, Culture et Art locaux |
| Knebworth House                           |       | Knebworth              | Maison historique        | Maisons de style victorienne, gothique et Tudor avec jardins                                                                            |
| Letchworth Arts Centre                    |       | Letchworth Garden City | Art                      | website, Exhibitions d'Art, Démonstrations et cours sur les Arts et leurs histoires                                                     |
| Lowewood Museum                           |       | Hoddesdon              | Local                    | website, Histoire sociale locale, Geologie                                                                                              |
| Mill Green Museum                         |       | Hatfield               | Mill                     | Moulin à eau du XVIIIe , produisaalernt de la farine et musée d'Histoire locale                                                         |
| St Albans Museum                          |       | St Albans              | Local                    | Histoire locale, Archéologie et Arts |
| Much Hadham Forge Museum                  |       | Much Hadham            | Maison historique        | website, Forgeron travaillant sur sa forge, Maisons victoriennes et ses jardins                                                         |
| Natural History Museum at Tring           |       | Tring                  | Histoire naturel         | Musée zoologique de Walter Rothschild, Mammifères Oiseaux, Reptiles et Insectes                                                         |
| North Hertfordshire Museum                |       | Hitchin                | Multiple                 | website, Histoire et culture locale, Archéologie                                                                                        |
| Potters Bar Museum                        |       | Potters Bar            | Local                    | information, Histoire locale |
| Redbourn Museum                           |       | Redbourn               | Local                    | website, Histoire locale situé dans un ancien moulin à soie                                                                             |
| le Moulin de Redbournbury                 |       | Redbourn               | Mill                     | Moulin à eau en action produisant de la farine                                                                                          |
| Rhodes Arts Complex                       |       | Bishop's Stortford     | Multiple                 | Galerie d'Art et Musée de l'Eveque de Stortford, Musée de l'Histoire locale avec effets personnels et collections of Cecil Rhodes       |
| Royston & District Museum and Art Gallery |       | Royston                | Multiple                 | website, Histoire locale, Art, Céeramiques et verres, Archéeologie                                                                      |
| Shaw's Corner                             |       | Ayot St Lawrence       | Maison historique        | Ouvert par la Fiducie nationale pour la conservation des lieux historiques, maison-musée du dramaturge et essayiste George Bernard Shaw |
| St Albans Organ Theatre                   |       | St Albans              | Musique                  | website, théâtre des instruments musicaux mécaniques                                                                                    |
| Stevenage Museum                          |       | Stevenage              | Local                    | website, Histoire et culture locales |
| Three Rivers Museum                       |       | Rickmansworth          | Local                    | website, Histoire et culture locales |
| Tring Museum                              |       | Tring                  | Local                    | Histoire locale |
| Verulamium Museum                         |       | St Albans              | Archéologie              | Ruines d'une ancienne ville romaine avec objets historiques                                                                             |
| Ware Museum                               |       | Ware                   | Local                    | website, local history, culture |
| Watford Museum                            |       | Watford                | Local                    | Histoire et culture locales Art précieux, Cours de lutte contre le feu, Watford                                                         |
| Welwyn Roman Baths                        |       | Welwyn                 | Archéologie              | Ruines de bains romains et objets historiques                                                                                           |

## Musées fermés
- Buntingford Heritage Centre, Buntingford[1]
- Hitchin Museum and Art Gallery, Hitchin, fermé en 2012, les collections sont transférées au North Hertfordshire Museum
- Kingsbury Watermill, Fermé, actuellement un restaurant
- Letchworth Museum & Art Gallery, Letchworth, fermé en 2012, les collections sont transférées au North Hertfordshire Museum